# Mike Lenzly
Michael Darrell Lenzly, detto Mike (Oxford, 1º maggio 1981), è un ex cestista e allenatore di pallacanestro britannico.

## Carriera
Con la Gran Bretagna ha disputato i Giochi olimpici di Londra 2012 e due edizioni dei Campionati europei (2009, 2011).

## Palmarès

### Giocatore
- Campionato ceco: 3

ČEZ Nymburk: 2009-10, 2010-11, 2011-12
- Coppa della Repubblica Ceca: 3

ČEZ Nymburk: 2010, 2011, 2012